# Padang Genteng
Padang Genteng is een bestuurslaag in het regentschap Kaur van de provincie Bengkulu, Indonesië. Padang Genteng telt 458 inwoners (volkstelling 2010).